# Remscheid Hauptbahnhof

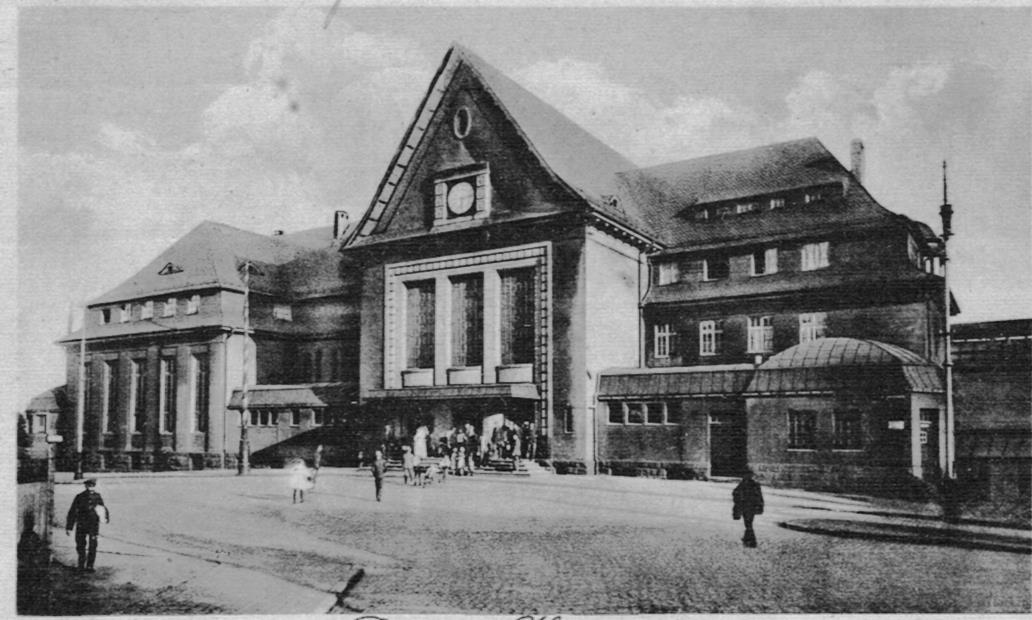
1925

Remscheid Hauptbahnhof – główny dworzec kolejowy w Remscheid, w kraju związkowym Nadrenia Północna-Westfalia, w Niemczech. Stacja została otwarta w 1868. Według klasyfikacji Deutsche Bahn jest dworcem 3 kategorii. Znajduje się tu 1 peron.